# Oberönz
Oberönz (toponimo tedesco) è una frazione di 941 abitanti del comune svizzero di Herzogenbuchsee, nel Canton Berna (regione dell'Emmental-Alta Argovia, circondario dell'Alta Argovia).

## Storia

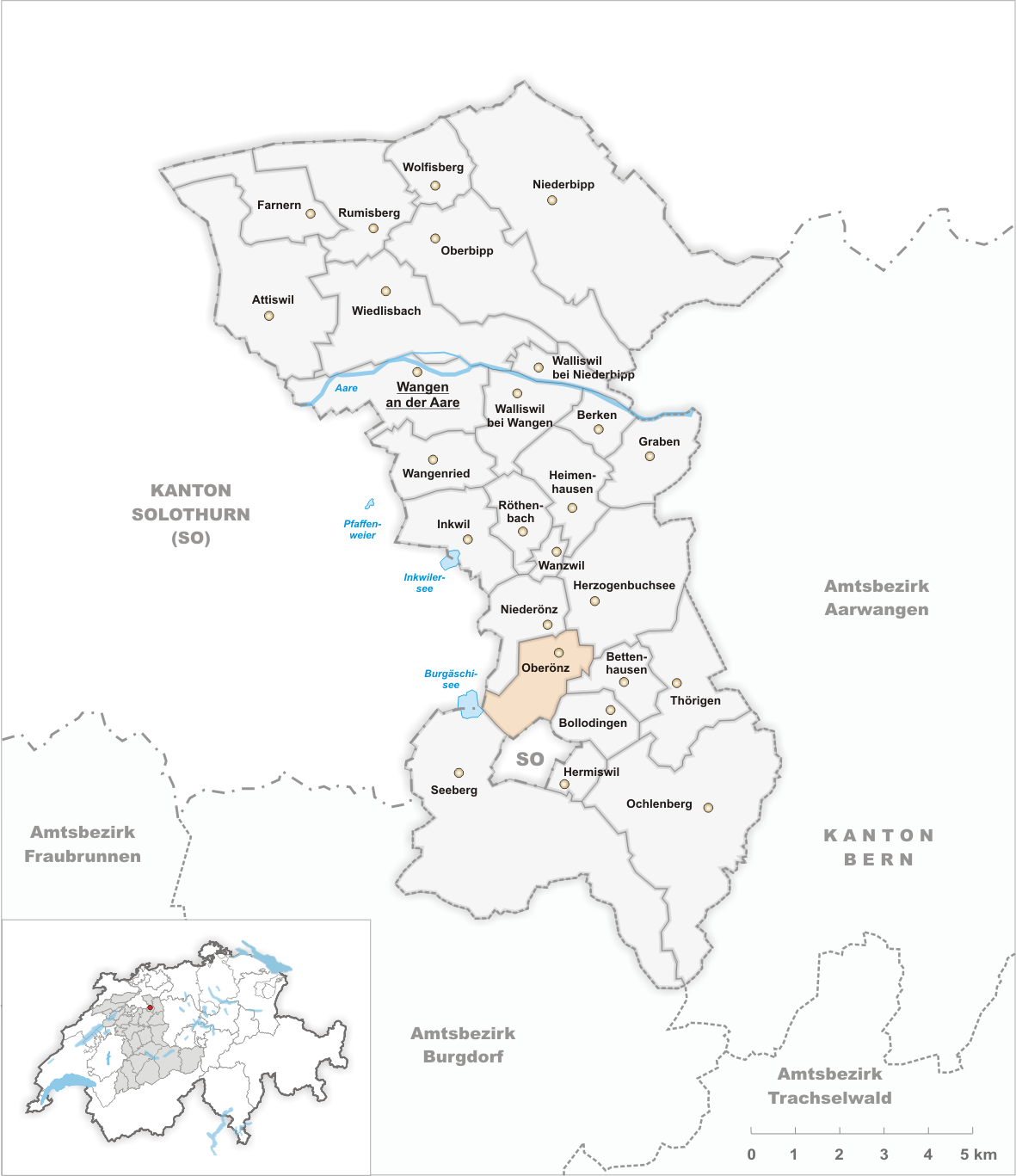
Il territorio del comune di Oberönz prima degli accorpamenti comunali del 2008

Già comune autonomo appartenente al distretto di Wangen, si estendeva per 3,0 km² e comprendeva anche le frazioni di Eggen, Moos e Unterfeld; il 1º gennaio 2008 è stato accorpato a Herzogenbuchsee.

## Società

### Evoluzione demografica
L'evoluzione demografica è riportata nella seguente tabella:
Abitanti censiti

## Amministrazione
Ogni famiglia originaria del luogo fa parte del cosiddetto comune patriziale e ha la responsabilità della manutenzione di ogni bene ricadente all'interno dei confini del comune.